# Leona Dare
Pour les articles homonymes, voir Léona.
Leona Dare (née Susan Adeline Stuart en 1854 ou 1855, morte en 1922) est une trapéziste et acrobate américaine, connue sous le nom de « reine des Antilles ». Elle était réputée pour ses cascades sur des trapèzes attachées sous des ballons.

## Biographie

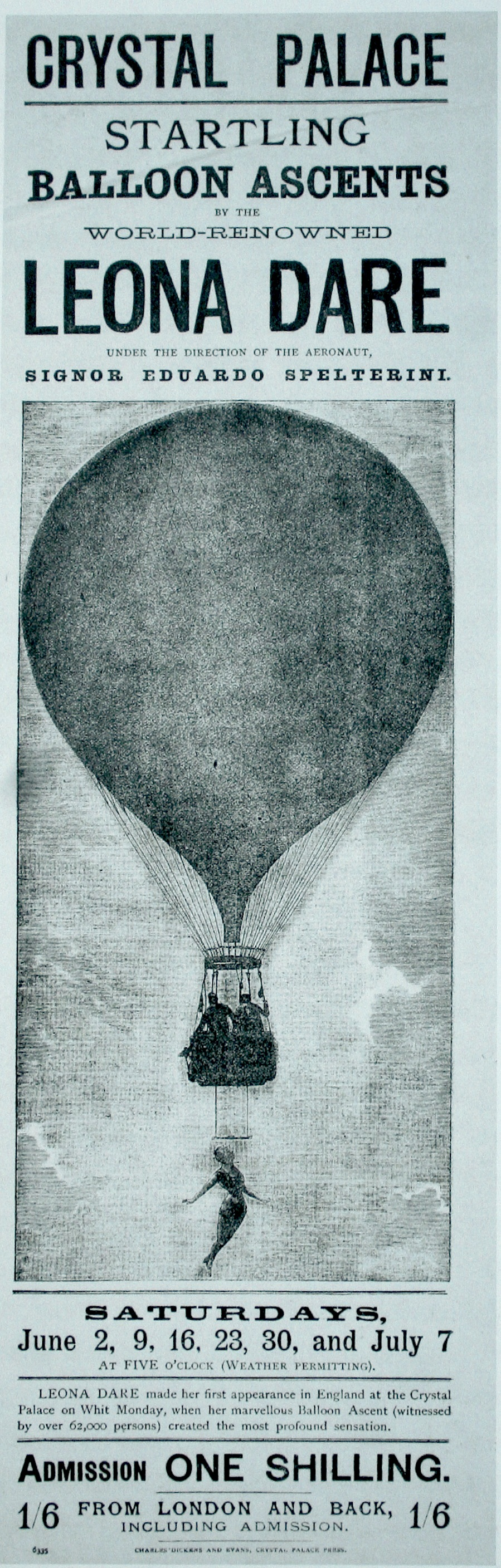
Affiche pour les spectacles de l'acrobate aérienne Leona Dare sous la nacelle du ballon "Urania" (1887, ateliers Surcouf) de l'aérostier Eduard Spelterini en juin et juillet 1888 au Crystal Palace à Londres.

Elle apprit l'acrobatie à La Nouvelle-Orléans.
Artiste de cirque, elle pratiquait le trapèze, parfois suspendue uniquement par les dents (numéro dit de la « machoire de fer »).
Elle se produisait dans différents spectacles. Son premier spectacle d'acrobatie aérienne eut lieu en août 1872 et la rend célèbre en Europe. Elle subit quelques accidents, dont un causa la mort de son mari et partenaire, Thomas Hall. Elle se produisit aussi aux Folies Bergère, en janvier 1877.
Elle mourut le 23 ou 24 mai 1922 à Spokane (Washington) où elle s'était retirée.